# 日本一のヤクザ男
『日本一のヤクザ男』（にっぽんいちのヤクザおとこ）は、1970年に制作された植木等主演の「日本一シリーズ」8番目の作品であり、この後東宝を離れフリーとなった古澤憲吾監督が手がけた最後のクレージー映画となった。

## 概要
今作より映画の冒頭で『東宝株式会社 配給』『渡辺プロダクション作品』と紹介されている。
クレージーキャッツからの共演者はハナ肇のみである。

## ストーリー
昭和初期、佐川の町で着流しの男日本一郎が、土地の新興ヤクザ根本組の一宿一飯の恩義から前野組の組長に勝負を挑んだ。しかし一郎は最初から勝負する気など無く、礼金だけ受け取って逃げ出すつもりでいた。しかし、殺した覚えの無い前野が死に、その罪を問われた一郎は、ちょうど舞い込んだ赤紙を見て、戦争に行くぐらいならと警察へ。それから数年後、相変わらず前野組と根本組が抗争を続ける佐川へ戻ってきた一郎は、根本組にワラジを脱ぎ、この抗争に身を投じる。

## スタッフ
- 製作：渡辺晋、田波靖男
- 監督：古澤憲吾
- 脚本：田波靖男
- 音楽：山本直純
- 撮影：長谷川清

## キャスト
- 日本一郎：植木等
- 花山才太郎：ハナ肇
- 前野登志子：司葉子
- 前野由紀子：小林夕岐子
- 熊井吾郎：藤田まこと
- 前野武造：田崎潤
- 健次：山下洵一郎
- 和助：左とん平
- 昌江：横山道代
- 鶴子：野川由美子
- 根本組長：安部徹
- 横田：名和宏
- 村井社長：多々良純
- 萩原：清水元
- ヤッパの竜造：睦五郎
- 半助：荒木保夫
- テツ：草川直也
- 根本組組員：中山豊
- 父っつあん：榊田敬二
- 前野組組員：大前亘
- 寺男：勝本圭一郎
- つくしの仲居：松村幸子
- 仲裁の警官：人見明
- 流しの歌手：沢田研二

## 挿入歌
「今日が命日この俺の」
作詞：なかにし礼
作曲：猪俣公章
歌：植木等、藤田まこと
※主題歌。オープニング等は植木による独唱。根本組に殴り込みに行くシーンで、藤田も歌っている。
「八九三の子守唄 運がないときゃ」
作詞：なかにし礼
作曲：猪俣公章
歌：植木等
「小指の想い出」
作詞：有馬三恵子
作曲：鈴木淳
歌：植木等
「侍ニッポン」
作詞：西條八十
作曲：松平信博
歌：沢田研二

## 同時上映
『喜劇 負けてたまるか!』
原作：野坂昭如／脚本：田波靖男／監督：坪島孝／主演：谷啓／東宝・渡辺プロ作品
※植木主演作と谷主演作による、唯一の二本立てとなった。

## ビデオソフト化・再放送
- 1980年頃、東宝ビデオからテレビサイズのビデオソフト（VHS・β・U規格）が、主に業務用途向けにリリースされた[1]。
- 1990年代に東宝からレーザーディスクが発売された。DVD化されていない東宝クレージー映画末期作品（本作、『日本一のワルノリ男』、『日本一のショック男』、『だまされて貰います』）の中で、レーザーディスクが発売されたのは本作のみである。
- 2020年現在DVD化・BD化は行われていない。
- 2015年6月には、CS・日本映画専門チャンネルにて、本作のHDリマスター版がTV初放送された。